# Botryllophilus virescens
Botryllophilus virescens – niepewny taksonomicznie gatunek widłonoga z rodziny Botryllophilidae. Opisał go w 1864 roku francuski zoolog Charles-Eugène Hesse.